# Smicridea nahuatl
Smicridea nahuatl är en nattsländeart som beskrevs av Oliver S. Flint Jr. 1974. Smicridea nahuatl ingår i släktet Smicridea och familjen ryssjenattsländor. Inga underarter finns listade i Catalogue of Life.